# مجلس نواب ألاسكا
مجلس نواب ألاسكا (بالإنجليزية: Alaska House of Representatives) هو مجلس النواب التشريعي لولاية الأمريكية، يقع المقر الرئيسي له في جونو، ألاسكا، وهو المجلس الأدنى في كونغرس ألاسكا.

## طالع أيضًا
- كونغرس ألاسكا